# Hemkosh
Hemkosh (assamski হেমকোষ, Hemkox) – pierwszy etymologiczny słownik języka assamskiego bazujący na literach sanskrytu, skompilowany przez Hemchandra Barua. Pierwsza jego publikacja ukazała się w 1900 roku pod kontrolą kapitana P. R. Gordona, ISC i Hemchandra Goswami 33 lata po publikacji słownika Bronsona. Słownik zawiera 22 346 słów i został opublikowany przez wydawnictwo Hemkosh Printers spełnia wszystkie standardy języka assamskiego.
Hemkosh jest drugim słownikiem języka assamskiego. Pierwszy assamski słownik został stworzony przez doktora Milesa Bronsona, amerykańskiego baptystę w 1867 roku, a został opublikowany przez „American Baptist Mission Press Sibsagar”.